# 장곡자연휴양림
장곡자연휴양림은 대한민국 대구 군위군 삼국유사면 장곡휴양림길에 위치한 자연휴양림. 1997년 처음 개장하였고 현재까지 계속 운영되고 있다.
인각사, 일연공원, 산촌생태마을, 아미산 등 군위의 관광시설이 주위에 많이 위치해있기에, 군위를 방문한 관광객들이 많이 찾는다.
군위댐 건설 이후 날벌레가 늘어나 이용객들의 불만이 많다. 이후 장곡휴양림에선 집중 방역을 실시하고 있다.

## 시설[4]
기본적인 숙박시설 (4인실, 6인실, 8인실, 12인실)과 공동취사장, 공동화장실을 갖춘 야영장이 있다.
편의시설로는 배구장, 족구장 같은 레포츠 시설과 어린이놀이터, 물놀이장 등의 놀이시설, 야외 수련장, 전시관 등의 교육시설이 있다. 추가 요금을 내면 세미나실도 이용 가능하다.

## 교통[5]

### 국도
안동 → 의성 → 의흥면 → 화수삼거리 → 인각사 → 휴양림
포항 → 영천 → 신녕면 → 화수삼거리 → 인각사 → 휴양림
대구 → 팔공산터녈 → 부계면 → 봉림역 → 화수삼거리 → 인각사 → 휴양림

### 고속도로
중앙고속도로 : 군위IC → 간동삼거리 → 의흥면 → 화수삼거리 → 인각사 → 휴양림
대구포항간고속도로 : 신녕IC → 신령면 → 화수삼거리 → 인각사 → 휴양림
상주영천간고속도로 : 신녕IC → 신령면 → 화수삼거리 → 인각사→ 휴양림